# روبن رودريغوس
روبن رودريغوس (بالبرتغالية: Rúben Rodrigues‏) هو لاعب كرة قدم برتغالي في مركز الهجوم، ولد في 8 فبراير 1996 في أوليفيرا دي ازميس في البرتغال. لعب مع دين بوستش.

## وصلات خارجية
- روبن رودريغوس على موقع قاعدة بيانات كرة القدم.إي يو (الإنجليزية)
- روبن رودريغوس على موقع Soccerway.com (الإنجليزية)